# Haworthia jakubii
Haworthia jakubii är en grästrädsväxtart som beskrevs av Ingo Breuer. Haworthia jakubii ingår i släktet Haworthia och familjen grästrädsväxter. Inga underarter finns listade i Catalogue of Life.